# 八代市立泉小中学校
八代市立泉小中学校（やつしろしりついずみしょうちゅうがっこう）は、熊本県八代市泉町柿迫にある公立の小中併設校。
当校と八代市立泉第八小学校を総称して「いずみ学園」と呼ばれる。

## 概要
歴史
2014年（平成26年）に、八代市泉地区の小学校3校（泉第一・泉第二・泉第三）と中学校1校（泉）の統合により創立。中学校校舎に小学校を併設する形で、施設一体型の小中一貫教育を開始した。2024年（令和6年）に創立10周年を迎えた。
通学区域
- 小学校 - 八代市のうち、「泉町下岳・泉町栗木・泉町柿迫（一部）」[2]
- 中学校 - 八代市泉町全域（八代市立泉第八小学校区を含む）

## 沿革
- 2014年（平成26年）4月1日 - 小学校3校（泉第一・泉第二・泉第三）と中学校1校（泉）の統合により、「八代市立泉小中学校」（現校名）が開校。

## 交通アクセス
最寄りの鉄道駅
- JR九州 鹿児島本線 「有佐駅」

最寄りのバス停留所
- 九州産交バス 「飛石」停留所

最寄りの幹線道路
- 熊本県道247号久連子落合線
- 熊本県道52号小川泉線

## 周辺
- 八代市役所泉支所（旧・泉村役場）
- 泉コミュニティセンター（公民館）（旧・八代市立泉第二小学校跡地）
- 八代警察署泉警察官駐在所
- 泉郵便局
- 振興センターいずみ
- 栗木川
- 氷川
- 落合橋